# Conotalopia
Conotalopia is een geslacht van weekdieren uit de klasse van de Gastropoda (slakken).

## Soorten
- Conotalopia henniana (Melvill, 1891)
- Conotalopia hilarula (Yokoyama, 1926)
- Conotalopia minima (Golikov, 1967)
- Conotalopia musiva (Gould, 1861)
- Conotalopia mustelina (Gould, 1861)
- Conotalopia ornata (G. B. Sowerby III, 1903)
- Conotalopia sematensis (Oyama, 1942)
- Conotalopia tropicalis (Hedley, 1907)